# Chiquimulilla

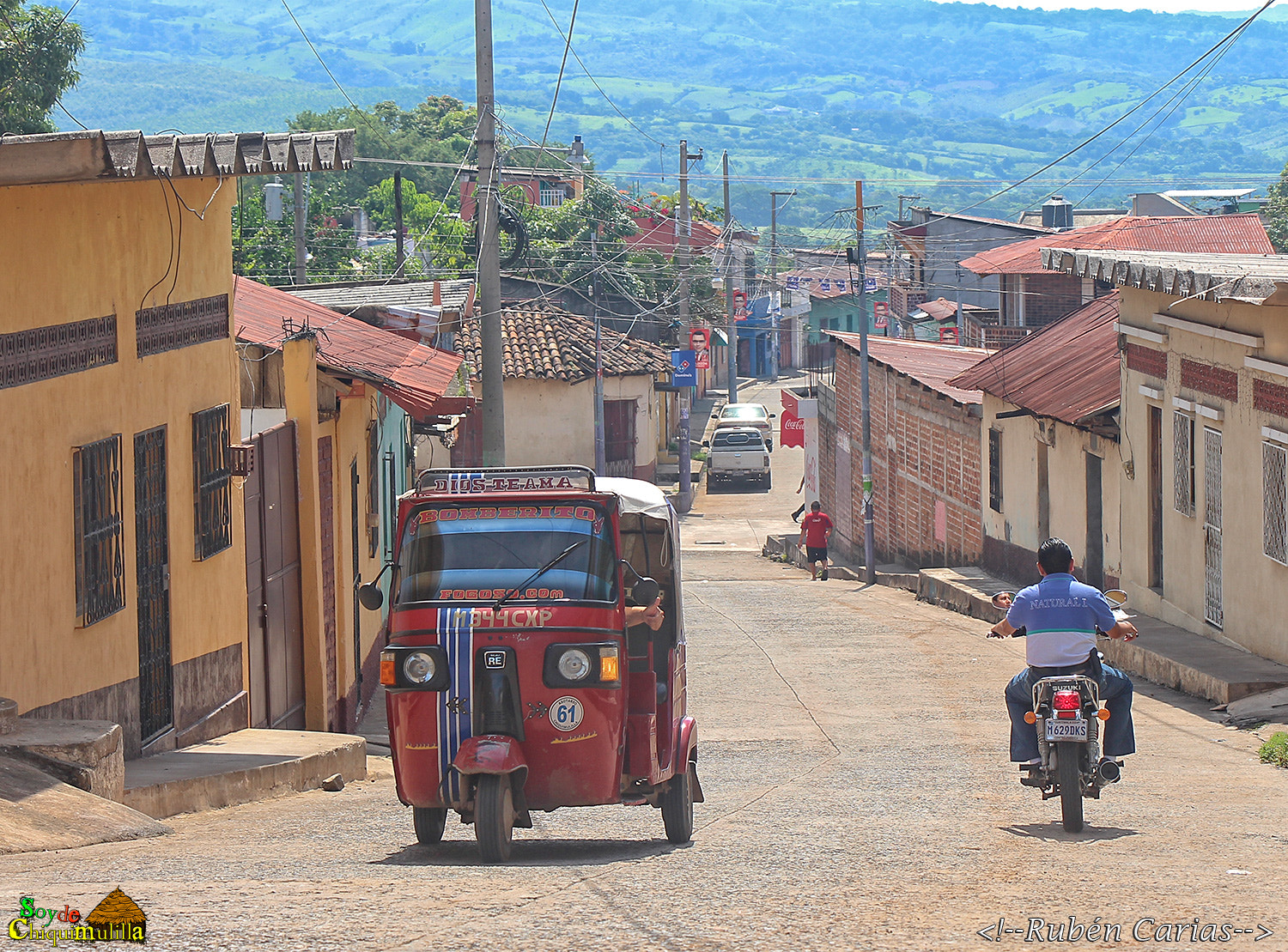
Chiquimulilla (2015)

Chiquimulilla ist eine Stadt in Guatemala, die zum Verwaltungsbezirk Santa Rosa gehört. Sie liegt etwa 107 km südöstlich von Guatemala-Stadt und 20 km von der Pazifikküste entfernt.
Die Stadt ist ein wichtiger regionaler Handelsplatz und Verkehrsknotenpunkt. Wichtigste Produkte sind Lederwaren. Chiquimulilla hatte 2006 12.700 Einwohner, in der gleichnamigen, 499 km² großen Gemeinde (Municipio) leben etwa 50.000 Menschen.
Im angrenzenden Umland leben noch einige Nachfahren der Xinka. Diese Volksgruppe wurde nach der Eroberung durch die Spanier fast vollständig vernichtet, vor allem durch Krankheiten, die die Europäer eingeschleppt hatten. Vor dem Einzug der Spanier waren sie im gesamten Gebiet des Departamentos Santa Rosa ansässig. Sie gehören nicht zu den Ethnien der Maya. Es gibt nur wenige Dutzend alte Menschen, die die Sprache Xinka beherrschen.